# Scea discinota
Scea discinota là một loài bướm đêm thuộc họ Notodontidae. Nó được đến chỉ ở các địa phương gần thành phố Mérida ở Venezuela. Tuy nhiên có ghi chép đơn lẻ ở bang Lara. Nó giống với Thermidarctia thermidoides.
Chiều dài cánh trước là 23–25 mm.
Larva have been recorded on Passiflora bauhinifolia.